# Dusza człowiek
Dusza człowiek (ang. Soul Man, 1997–1998) – amerykański serial komediowy nadawany przez stację ABC od 15 kwietnia 1997 roku do 26 maja 1998 roku. W Polsce serial nadawany był dawniej na kanale Polsat.

## Obsada
- Dan Aykroyd jako Mike Weber
- Courtney Chase jako Meredith Weber
- Kevin Sheridan jako Kenny Weber
- Dakin Matthews jako biskup Peter Jerome
- Melinda McGraw jako Bridgette Collins
- Anne Lambton jako Glenda
- Anthony Clark jako Todd Tucker
- Helen Cates jako Nancy Boyd
- Spencer Breslin jako Fred Weber
- Brendon Ryan Barrett jako Andy Weber

## Spis odcinków
| Nr             | Tytuł angielski                              |
| -------------- | -------------------------------------------- |
|                |                                              |
| SERIA PIERWSZA |                                              |
|                |                                              |
| 01             | Urges and Lies                               |
|                |                                              |
| 02             | Communion Wine and Convicts                  |
|                |                                              |
| 03             | Cinderella and the Funeral                   |
|                |                                              |
| SERIA DRUGA    |                                              |
|                |                                              |
| 04             | Mike’s Awakening                             |
|                |                                              |
| 05             | Hello Todd, Hello Nancy, Goodbye Harley      |
|                |                                              |
| 06             | The Lost Sheep Squadron                      |
|                |                                              |
| 07             | Trick and Treat                              |
|                |                                              |
| 08             | Public Embarrassment and Todd’s First Sermon |
|                |                                              |
| 09             | Camping and Housekeepers                     |
|                |                                              |
| 10             | Three Priests and a Baby                     |
|                |                                              |
| 11             | Attic Box Blues                              |
|                |                                              |
| 12             | Christmas Ruined My Life                     |
|                |                                              |
| 13             | Yes Sir, That’s My Baby                      |
|                |                                              |
| 14             | Holy Rollers                                 |
|                |                                              |
| 15             | A Kiss is Just a Kiss                        |
|                |                                              |
| 16             | The Stan Plan                                |
|                |                                              |
| 17             | The Choir Boys                               |
|                |                                              |
| 18             | Todd and the Bod                             |
|                |                                              |
| 19             | Grabbed by an Angel                          |
|                |                                              |
| 20             | Just the Three of Us                         |
|                |                                              |
| 21             | Raising Heck                                 |
|                |                                              |
| 22             | The Good Shepherd                            |
|                |                                              |
| 23             | Who Killed St. Shepherd?                     |
|                |                                              |
| 24             | Play Ball                                    |
|                |                                              |
| 25             | Little Black Dress                           |
|                |                                              |